# Two Worlds
Two Worlds (română Două lumi) este al doiela album al lui André Tanneberger cunoscut drept ATB format din 2 CD-uri și lansat pe data de 31 octombrie 2000. Primul CD este intitulat The World of Movement, care cuprinde melodii dance iar al doilea The Relaxing World, care are melodii relaxante la Cafe Del Mar, dorind să combine stilurile. ATB a colaborat pentru acest album cu artiști ca Heather Nova, York, Enigma (Michael Cretu) și Roberta Carter Harrison de la formația Wild Strawberries. La fel ca fostul album Movin' Melodies, Two Worldsa fost lansat de Kontor Records (Germania) și Radikal Records (USA).

## Lista melodiilor

### CD1 - The World of Movement
1. See U Again
2. Love Will Find You (în colaborare cu Heather Nova)
3. The Summer
4. Loose the Gravity
5. Feel You Like a River (în colaborare Heather Nova)
6. The Fields of Love (în colaborare York)
7. Let You Go (în colaborare cu The Wild Strawberries)
8. Bring It Back
9. Hypnotic Beach
10. Fall Asleep
11. Klangwelt

### CD2 - The Relaxing World
1. First Love
2. Feel You
3. The Summer [Ediția Ibiza Influence]
4. Engrossing Moments
5. Timeless
6. Repulse
7. Enigmatic Encounter (ATB și Enigma)
8. Sensuality
9. Endless Silence